# Igoogle
iGoogle var en underavdelning på Google där man i hög grad själv kunde konfigurera Googles utseende. Tjänsten var baserad på så kallade Google Gadgets som lägger till innehåll till Google.
Exempel på gadgetar var Gmail, kalender och bokmärken. Det fanns också möjlighet att skapa sina egna gadgetar och skicka in dem till Google så att alla kunde använda dem. Tjänsten hade också teman där utseendet ändras beroende på vilken tid på dagen det är. Tjänsten hette tidigare Google Personalized, även om den har kallats iGoogle internt inom Google ända sedan det hela lanserades. iGoogle lades ned den 1 november 2013, och den mobila versionen lades ned den 31 juli 2012.